# Jaroslav Knot
Jaroslav Knot (* 20. října 1977 Uherské Hradiště) je český politik, diplomat a právník, v letech 2017 až 2022 velvyslanec ČR v Norsku a na Islandu, nestraník za hnutí ANO.

## Život
V letech 1992 až 1996 vystudoval obchodní akademii v Uherském Hradišti a následně pak v letech 1996 až 2001 obor právo na Právnické fakultě Masarykovy univerzity (získal titul Mgr.). V roce 2002 složil na téže fakultě úspěšně rigorózní zkoušku (získal titul JUDr.) a v letech 2001 až 2005 vystudoval i doktorský obor mezinárodní právo veřejné (získal titul Ph.D.).
Pracovní kariéru začínal v roce 2001 na Okresním úřadu v Uherském Hradišti, kde působil jako zástupce ředitelky Odboru vnitřních věcí. V roce 2002 pracoval ve Skandinávské obchodní komoře v ČR, na přelomu let 2003 a 2004 pak na Odboru pro evropskou integraci Ministerstva spravedlnosti ČR.
V roce 2004 začal pracovat pro Ministerstvo zahraničních věcí ČR (MZV ČR), a to nejprve do roku 2008 na Mezinárodněprávním odboru. V letech 2008 až 2012 byl III. tajemníkem Velvyslanectví ČR ve Vídni. K tomu začal od roku 2009 působit jako odborný asistent na Katedře germanistiky, nordistiky a nederlandistiky Filozofické fakulty Masarykovy univerzity.
Na Ministerstvu zahraničních věcí ČR pak pracoval v letech 2012 až 2013 v Odboru států severní a východní Evropy, v roce 2014 se vrátil na Velvyslanectví ČR ve Vídni, kde byl I. tajemníkem. Ve druhé polovině roku 2014 byl i zástupcem velvyslance na Velvyslanectví ČR v Oslo, v letech 2014 až 2016 zástupcem ředitelky Personálního odboru MZV ČR a v roce 2016 působil v kanceláři ministra zahraničních věcí.
Od ledna 2017 do prosince 2022 zastával post mimořádného a zplnomocněného velvyslance České republiky v Norském království a v Islandské republice.
Jaroslav Knot žije ve městě Uherské Hradiště. Z cizích jazyků ovládá angličtinu, němčinu, švédštinu, norštinu a francouzštinu.

## Politické působení
Ve volbách do Evropského parlamentu v červnu 2024 kandidoval jako nestraník na 9. místě kandidátky hnutí ANO, ale neuspěl (skončil jako druhý náhradník). Nicméně už v červenci 2024 rezignoval na europoslanecký mandát jeho stranický kolega Martin Hlaváček a v dubnu 2025 oznámil tento úmysl i další stranický kolega Ondřej Kovařík. Ten by tak chtěl učinit ještě před letními prázdninami 2025 a Knot by se tak stal jeho nástupcem.